# 小林里
座標: 北緯23度09分45秒 東経120度38分40秒 / 北緯23.162497度 東経120.644388度

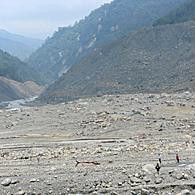
土砂災害により埋没した小林村

小林里(しょうりんり)は、台湾高雄市甲仙区に位置する里。特段、知名度のある村ではなかったが、2009年8月9日に発生した土砂災害の様子が国際的なニュースとして映像とともに各国に配信されたことから広く知られるようになった。2010年12月25日に旧高雄県が高雄市に併合されたことにより、小林村から小林里となる。

## 2009年台風第8号による被害

### 概要
台湾を襲った平成21年台風第8号による集中豪雨 (八八水害) により、8月8日から8月9日午前6時ごろにかけて災害が発生し、村内の山腹斜面が岩盤から大規模に崩壊（深層崩壊）。崩落した土砂は中心部の集落地帯を完全に埋没させた。村の周辺に逃れて助かった生存者はわずかに50名ほどだった。 

### 被害
台湾の中央災害対策センターが発表した被害は、8月13日時点で、家屋169戸、398人が生き埋めによって行方不明という状況。現地までの交通手段は寸断されていること土砂の流出規模があまりにも大きいことなどにより、重機を投入しての被災家屋を掘削するなどの直接的手法による行方不明者の捜索は行われておらず、以降の生存者の発見が絶望視されている。この災害による犠牲者は500人ほどと見られる。 

### 政府の対応
8月19日、馬英九総統が現地視察して政府の対応の遅れを被災者に謝罪した。同日、対応の遅れの責任を取る形で、zh:薛香川行政院秘書長とzh:陳肇敏国防部長が辞意を表明。それだけでは批判がやまず、9月10日には劉兆玄行政院長が辞職して行政院（内閣）総辞職へと追い込まれた。

### 要人の訪問
中華人民共和国の反対を押し切る形で8月30日にダライ・ラマ14世が訪台して翌31日には現地慰問をおこなっている。